# Quelli del casco
Quelli del casco è un film commedia italiano del 1988 diretto da Luciano Salce, l'ultimo del regista romano.

## Trama
Un gruppo di ragazzi e ragazze, studenti di un liceo artistico romano, trascorrono le giornate facendo burle ai professori, mangiando in gruppo al fast food, imbastendo qualche amoretto e, soprattutto, correndo in moto. Un giorno, davanti al liceo viene appeso un cartellone pubblicitario di un casco per la moto, che ritrae una giovane donna dal corpo assai bello e col volto completamente nascosto dalla visiera. 
Uno degli studenti, rimasto incantato dalla donna misteriosa del cartellone, sogna di vederne il viso; parla di lei con entusiasmo ad una dolce compagna di scuola, la quale cerca di dissuaderlo dal pensarci troppo. Lo studente inizia le ricerche per trovare la modella e arriva ad avere dall'agenzia pubblicitaria l'indirizzo della ragazza che ha posato per il manifesto: scopre così che si tratta proprio della compagna di scuola, e fra i due nasce presto un tenero sentimento. 
La ragazza viene però scippata da alcuni delinquenti in moto, che le strappano la borsa contenente una grossa somma di denaro, che lei andava a depositare per conto del notaio presso cui lavora dopo la scuola; per aiutare la famiglia.
Insieme agli altri compagni e con l'aiuto del sacerdote professore di religione, decide di recuperare i soldi, sfidando il capobanda dei ladri ad una spericolata corsa in motocicletta che avrà come posta appunto il denaro rubato. Vinta la gara, i due giovani innamorati vengono festeggiati dai compagni di classe.